# Amchitka Pass

Amchitka Pass är ett sund i Alaska, USA. Det ligger i Aleuterna, mellan Rat Islands i väster och Andreanof Islands i öster.